# Солис, Хорхе
Хорхе Солис (23 октября 1979 года) — мексиканский боксёр-профессионал, выступавший в полулёгкой весовой категории.

## 1998
У Солиса очень хорошо начиналась карьера.

## 14 апреля2007Мэнни Пакьяо —Хорхе Солис
- Место проведения:  Аламодоум, Сан-Антонио, Техас, США
- Результат: Победа Пакьяо нокаутом в 8-м раунде в 12-раундовом бою
- Статус: Рейтинговый бой
- Рефери: Вик Дракулич
- Время: 2:57
- Вес: Пакьяо 58,40 кг; Солис 59,00 кг
- Трансляция: Top Rank

В апреле 2007 года Хорхе вышел на ринг против  филиппинца Мэнни Пакьяо. В начале 8-го раунда Пакьяо левым апперкотом пробил в челюсть, и мексиканец упал. Он встал в последний момент. Пакьяо сразу же провёл ещё серию ударов и левым кроссом в голову послал его на канвас. Мексиканец не успел встать на счет 10, и рефери остановил поединок.

## 2007-2009
После боя с Пакьяо Солис 2 года провёл на тихой волне.

## 31 января2009Хорхе Солис  —Монти-Меца Клей
- Место проведения:  Халиско, Мексика
- Результат: Победа Солиса техническим нокаутом в 5-м раунде в 12-раундовом бою
- Статус: Отборочный бой за титул IBF во 2-м среднем весе
- Счет судей: Ричард ДеКаруфел (115—112), Уильям Джеймс (118—111), Джордж Хилл (105—104) — все в пользу Солиса
- Трансляция: ESPN
- Счёт неофициального судьи: Тедди Атлас (117—110 Солис)

В январе 2009 года Хорхе Солис встретился с американцем Монти-Меца Клеем.Мексиканец одержал досрочную победу в пятом раунде. На кону поединка было звание официального претендента на титул чемпиона IBF в полулёгком весе. Солис победил техническим нокаутом.

## 2009-2010
Солис проиграл Кристобалю Крузу.
Хорхе Солис нокаутировал Ликара Рамоса в 7-м раунде.
Потом Солис победил пуэрториканца Марио Сантьяго.

## 26 марта2011Юриоркис Гамбоа —Хорхе Солис
- Место проведения:  Атлантик Сити, США
- Результат: Победа Гамбоа техническим нокаутом в 4-м раунде в 12-раундовом бою
- Статус:  Рейтинговый бой

Чемпион WBA в полулёгком весе Юриоркис Гамбоа (20-0, 16 KO) за четыре раунда разобрался с Хорхе Солисом (40-3-2, 29 KO) по ходу встречи пять раз отправляя его на настил ринга. Солис дважды побывал в нокдауне во втором раунде, один раз в третьем и ещё два раза в четвёртом, после чего поединок был остановлен. «Это было ужасно, он бьет сильнее, чем Паккьяо», - заявил после боя Солис. Гамбоа победил.
- В декабре 2011 года проиграл нокаутом Такаси Утияме.